# Fullmetal Alchemist : L'Étoile sacrée de Milos
Pour les articles homonymes, voir Fullmetal Alchemist (homonymie).
Pour plus de détails, voir Fiche technique et Distribution.
Fullmetal Alchemist : L'Étoile sacrée de Milos (鋼の錬金術師 嘆きの丘の聖なる星, Hagane no renkinjutsushi: Mirosu no seinaru hoshi, traduction littérale : Fullmetal Alchemist : L'Étoile sacrée de Milos) est un long métrage d'animation japonais réalisé par Kazuya Murata et sorti en 2011 au Japon.
Il s'agit de la deuxième adaptation au cinéma du manga Fullmetal Alchemist de Hiromu Arakawa.

## Synopsis
Melvin, un alchimiste d'eau qui purgeait sa peine à la prison de Central City, réussit à s'échapper et s'enfuit en direction de l'Ouest. Edward et Alphonse se lancent alors à sa poursuite. Cela les mène jusqu'à la ville de Table City, où ils rencontrent une mystérieuse jeune fille, qui souhaite découvrir le nom du meurtrier de sa famille.

## Fiche technique
- Titre français : Fullmetal Alchemist : L'Étoile sacrée de Milos
- Titre original : 鋼の錬金術師 嘆きの丘の聖なる星, (Hagane no renkinjutsushi: Mirosu no seinaru hoshi)
- Titre anglais : Fullmetal Alchemist the Movie: The Sacred Star of Milos
- Réalisation : Kazuya Murata
- Scénario : Yūichi Shinbo, d'après le manga Fullmetal Alchemist de Hiromu Arakawa
- Musique : Tarō Iwashiro
- Photographie : Yoshiyuki Takei
- Montage : Kumiko Sakamoto
- Société de production : Bones
- Pays :  Japon
- Langue : japonais
- Genre : Animation, action, aventure, fantasy et science-fiction
- Durée : 110 minutes
- Format : couleur
- Date de sortie :
  -  Japon : 2 mai 2011 (avant-première à Tokyo), 2 juillet 2011 (sortie nationale)
  -  France : 2 juillet 2011 (diffusion exclusive lors du Japan Expo 2011)[2]
- Dates de sortie DVD :
  -  Japon : 8 février 2012[3]
  -  France : 30 mars 2012 (en version originale sous-titrée français) et le 29 juin 2012 (coffret collector version française et version originale sous-titrée)[4]

## Doublage
- Romi Park : Edward Elric
- Rie Kugimiya : Alphonse Elric
- Māya Sakamoto : Julia Crichton
- Toshiyuki Morikawa : Melvin Voyager / Atlas
- Hidenobu Kiuchi : Lt. Colonel Herschel / Ashleigh Crichton
- Shin'ichirô Miki : Roy Mustang
- Fumiko Orikasa : Riza Hawkeye
- Megumi Takamoto : Winry Rockbell
- Kenji Utsumi : Alex Louis Armstrong
- Sakiko Tamagawa : Miranda
- Yūsaku Yara : Vatanen
- Kiyotaka Furushima : Pedro
- Shinji Kawada : Tony
- Takanori Hoshino : Alan
- Yukimasa Kishino : Gonzales
- Hideyuki Umezu : Peter Soyuz
- Hisao Egawa : Sizzler
- Kōji Ishii : Graz
- Atsuko Tanaka : Mme. Crichton
- Ryohei Kimura : Ashleigh jeune
- Biichi Satoh : Heymans Breda
- Nao Tōyama : Karina